# Mark Elf
Mark Elf (New York, 13 december 1949) is een Amerikaanse jazzgitarist en -arrangeur.

## Biografie
Elf studeerde van 1969 tot 1971 aan het Berklee College of Music en werkte in de jaren 1970 samen met Jimmy McGriff, met wie de eerste opnamen werden gemaakt, en met Charles Earland, Grachan Moncur III (Echoes of Prayer, 1974), Lou Donaldson en Heiner Stadler. In 1987 presenteerde hij zijn debuutalbum met zijn trio, bestaande uit Paul Brown (bas), Al Harewood en Leroy Williams (drums). In de jaren 1990 werkte hij onder meer samen met Jon Hendricks, Benny Golson (Ed's Next Move, 1996), The Heath Brothers en Jay Leonhart.
Op het gebied van jazz was hij tussen 1973 en 2005 betrokken bij 28 opnamesessies.

## Discografie
- 1987: Mark Elf Trio, Vol. 1 (Half Note)
- 1988: The Eternal Triangle (Jen Bay Jazz), met Jimmy Heath, Hank Jones, Ray Drummond, Ben Riley
- 1996: A Minor Scramble (Jen Bay Jazz), met Nicholas Payton, Eric Alexander, Benny Green, Peter Washington, Dennis Irwin, Gregory Hutchinson
- 1997: Trickynometry  (Jen Bay Jazz), met Nicholas Payton, Christian McBride, Yoron Israel, Grady Tate, Miles Griffith
- 1999: Over The Airwaves (Jen Bay Jazz), met Jay Leonhart, Ralph Peterson
- 2000: Swingin’ (Jen Bay), met Aaron Goldberg, Robert Hurst, Winard Harper
- 2005: Liftoff (Jen Bay), met David Hazeltine, Peter Washington, Lewis Nash